# Bitinis
Els bitinis (en llatí Bitini, en grec antic Βιθυνοί) eren un poble d'origen traci que juntament amb els tinis van emigrar a Bitínia, a l'Àsia Menor.
Xenofont i Estrabó, diuen que els bitinis i els tinis sempre havien viscut al país que es denominava Bitínia i Tínia. Però segons Heròdot, els tracis bitinis van viure originàriament vora del riu Estrímon, i se'ls havia anomenat estrimonis. Segons diu, també van ser expulsats de les seves terres pels teucres i els misis. Xenofont identifica els bitinis amb els tracis i situa a la ciutat d'Heraclea el territori dels mariandins (mariandyni). Plini el Vell diu que els tinis ocupaven la part de la costa, i els bitinis la part interior del país, però el nom dels tinis aviat va caure en desús i es va anomenar només bitinis.